# Novičichinskij rajon
Il Novičichinskij rajon (in russo Новичихинский район?) è un rajon del kraj dell'Altaj, nella Russia asiatica.